# Смішинг
Смішинг (англ. SMiShing — від «SMS» і «фішинг») — вид фішингу через SMS. Шахраї відправляють жертві SMS-повідомлення, що містить посилання на фішинговий вебсайт і мотивувальне повідомлення увійти на цей сайт.
Фішинг SMS або смішинг схожий на фішинг електронною поштою, за винятком того, що зловмисники використовують текстові повідомлення стільникового телефону для доставлення «приманки». Смішинг-атаки зазвичай запрошують користувача перейти за посиланням, зателефонувати за номером або зв'язатися за електронною адресою, наданою зловмисником у повідомленні.
Далі жертві пропонується надати свої приватні дані; часто це можуть бути дані інших сайтів або служб. Крім того, через природу мобільних браузерів, URL-адреси можуть відображатися не повністю; це може ускладнити ідентифікацію підробної сторінки входу в систему. Оскільки ринок мобільних телефонів насичений смартфонами, які мають швидке підключення до інтернету, шкідливі посилання, надіслані в SMS, можуть мати той же результат, що й при надсиланні електронною поштою. Смішингові повідомлення можуть надходити з телефонних номерів у дивному або незрозумілому форматі.